# Rajon Popasna
Der Rajon Popasna (ukrainisch Попаснянський район/Popasnjanskyj rajon; russisch Попаснянский район/Popasnjanski rajon) war eine 1977 gegründete Verwaltungseinheit innerhalb der Oblast Luhansk im Osten der Ukraine.

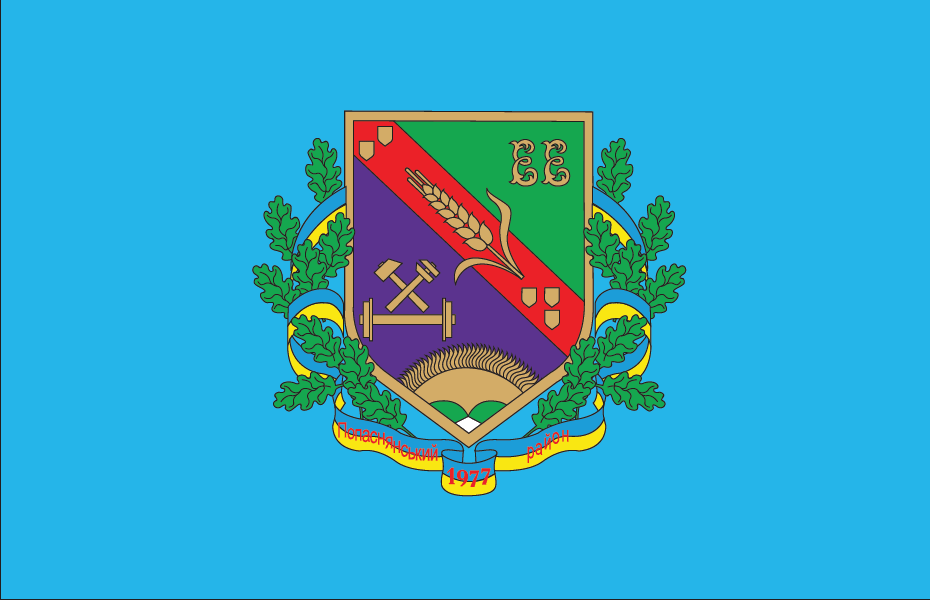
Flagge des Rajons

Der Rajon hatte eine Fläche von 1466 km² und eine Bevölkerung von etwa 80.000 Einwohnern, der Verwaltungssitz befand sich in der namensgebenden Stadt Popasna.
Der Vorgänger des Rajons bestand schon seit 1923 unter dem Namen Rajon Komyschuwacha, 1924 wurde der Rajonssitz nach Popasna verlegt und der Name auf den aktuellen Namen geändert. 1962 wurde der Rajon schließlich im Rahmen einer großen Verwaltungsreform aufgelöst, 1965 entstand der Rajon Lyssytschansk, der heutige Rajon wurde am 30. Dezember 1977 durch die Verlegung der Rajonshauptstadt von Lyssytschansk nach Popasna begründet. Er ist seit 2014 als Ergebnis des Verlaufs des Ukrainekrieges im Südosten um die Stadt Perwomajsk teilweise durch die separatistische Volksrepublik Lugansk besetzt.
Am 4. Oktober 2014 wurde die Siedlungsratsgemeinde Tschornuchyne (mit den Orten Tschornuchyne, Kruhlyk/Круглик und Mius/Міус) aus dem Rajon Perewalsk ausgegliedert und dem Rajonsgebiet zugeschlagen. Am 11. Februar 2015 wurden dann noch Teile des Rajons Slowjanoserbsk (Siedlungsratsgebiet von Frunse mit dem Dorf Scholobok/Жолобок) dem Rajonsgebiet angeschlossen und der Siedlungsratsgemeinde von Nyschnje zugewiesen.
Am 17. Juli 2020 kam es im Zuge einer großen Rajonsreform zum Anschluss des Rajonsgebietes an den Rajon Sjewjerodonezk.

## Geographie
Der Rajon lag im Westen der Oblast Luhansk in der Ukrainischen Steppe, er grenzte im Nordwesten an den Rajon Kreminna, im Norden an die Stadt Lyssytschansk, im Nordosten an den Rajon Nowoajdar, im Osten an den Rajon Slowjanoserbsk, im Süden an den Rajon Perewalsk sowie im Westen an die Oblast Donezk (mit Rajon Bachmut).
Durch das ehemalige Rajonsgebiet fließen die Flüsse Siwerskyj Donez, Luhan, Sanschariwka (Санжарівка), Komyschuwacha (Комишуваха), Werchnja Bilenka (Верхня Біленька) und Nyschnja Bilenka (Нижня Біленька), dabei ergeben sich Höhenlagen zwischen 90 und 250 Höhenmetern.

## Administrative Gliederung
Auf kommunaler Ebene war der Rajon in 3 Stadtratsgemeinden, 11 Siedlungsratsgemeinden und 3 Landratsgemeinden unterteilt, denen jeweils einzelne Ortschaften untergeordnet waren.
Zum Verwaltungsgebiet gehörten:
- 3 Städte
- 11 Siedlungen städtischen Typs
- 18 Dörfer
- 12 Ansiedlungen

### Stadt
| Stadt                    | Stadt      | Stadt                |
| Name                     | Name       | Name                 |
| ukrainisch transkribiert | ukrainisch | russisch             |
| ------------------------ | ---------- | -------------------- |
| Hirske                   | Гірське    | Горское (Gorskoje)   |
| Popasna                  | Попасна    | Попасная (Popasnaja) |
| Solote                   | Золоте     | Золотое (Solotoje)   |

### Siedlungen städtischen Typs
| Siedlungen städtischen Typs | Siedlungen städtischen Typs | Siedlungen städtischen Typs        |
| Name                        | Name                        | Name                               |
| ukrainisch transkribiert    | ukrainisch                  | russisch                           |
| --------------------------- | --------------------------- | ---------------------------------- |
| Bilohoriwka                 | Білогорівка                 | Белогоровка (Belogorowka)          |
| Kalynowe                    | Калинове                    | Калиново (Kalinowo)                |
| Komyschuwacha               | Комишуваха                  | Камышеваха (Kamyschewacha)         |
| Malorjasanzewe              | Малорязанцеве               | Малорязанцево (Malorjasanzewo)     |
| Myrna Dolyna                | Мирна Долина                | Мирная Долина (Mirnaja Dolina)     |
| Nyschnje                    | Нижнє                       | Нижнее (Nischneje)                 |
| Nowotoschkiwske             | Новотошківське              | Новотошковское (Nowotoschkowskoje) |
| Toschkiwka                  | Тошківка                    | Тошковка (Toschkowka)              |
| Tschornuchyne               | Чорнухине                   | Чернухино (Tschernuchino)          |
| Wowtschojariwka             | Вовчоярівка                 | Волчеяровка (Woltschejarowka)      |
| Wrubiwka                    | Врубівка                    | Врубовка (Wrubowka)                |

### Dörfer und Siedlungen
| Dörfer                   | Dörfer             | Dörfer                                           | Dörfer            |
| Name                     | Name               | Name                                             | Gemeindezuordnung |
| ukrainisch transkribiert | ukrainisch         | russisch                                         | Gemeindezuordnung |
| ------------------------ | ------------------ | ------------------------------------------------ | ----------------- |
| Bila Hora                | Біла Гора          | Белая Гора (Belaja Gora)                         | Myrna Dolyna      |
| Beresiwske               | Березівське        | Березовское (Beresowskoje)                       | Beresiwske        |
| Kalynowe-Borschtschuwate | Калинове-Борщувате | Калиново-Борщеватое (Kalinowo-Borschtschewatoje) | Kalynowe          |
| Kateryniwka              | Катеринівка        | Катериновка (Katerinowka)                        | Beresiwske        |
| Nowoiwaniwka             | Новоіванівка       | Новоивановка (Nowoiwanowka)                      | Wrubiwka          |
| Nowooleksandriwka        | Новоолександрівка  | Новоалександровка (Nowoalexandrowka)             | Kalynowe          |
| Nowoswaniwka             | Новозванівка       | Новозвановка (Nowoswanowka)                      | Trojizke          |
| Oleksandropillja         | Олександропілля    | Александрополье (Aleksandropolje)                | Komyschuwacha     |
| Orichowe                 | Оріхове            | Орехово (Orechowo)                               | Orichowe          |
| Raj-Oleksandriwka        | Рай-Олександрівка  | Рай-Александровка (Rai-Alexandrowka)             | Myrna Dolyna      |
| Scholobok                | Жолобок            | Желобок (Schelobok)                              | Nyschnje          |
| Schypyliwka              | Шипилівка          | Шипиловка (Schipilowka)                          | Bilohoriwka       |
| Solotariwka              | Золотарівка        | Золотарёвка (Solotarjowka)                       | Bilohoriwka       |
| Trojizke                 | Троїцьке           | Троицкое (Troizkoje)                             | Trojizke          |
| Ustyniwka                | Устинівка          | Устиновка (Ustinowka)                            | Myrna Dolyna      |
| Werchnjokamjanka         | Верхньокам'янка    | Верхнекаменка (Werchnekamenka)                   | Bilohoriwka       |
| Wiktoriwka               | Вікторівка         | Викторовка (Wiktorowka)                          | Komyschuwacha     |
| Wyskrywa                 | Вискрива           | Выскрива (Wyskriwa)                              | Komyschuwacha     |
| Siedlungen               |                    |                                                  |                   |
| Druschba                 | Дружба             | Дружба                                           | Komyschuwacha     |
| Holubiwske               | Голубівське        | Голубовское (Golubowskoje)                       | Orichowe          |
| Hlynokarjer              | Глинокар'єр        | Глинокарьер (Glinokarjer)                        | Komyschuwacha     |
| Kruhlyk                  | Круглик            | Круглик (Kruglik)                                | Tschornuchyne     |
| Loskutiwka               | Лоскутівка         | Лоскутовка (Loskutowka)                          | Myrna Dolyna      |
| Lyssytschanskyj          | Лисичанський       | Лисичанский (Lissitschanski)                     | Malorjasanzewe    |
| Mius                     | Міус               | Миус (Mius)                                      | Tschornuchyne     |
| Molodischne              | Молодіжне          | Молодёжное (Molodjoschnoje)                      | Beresiwske        |
| Mykolajiwka              | Миколаївка         | Николаевка (Nikolajewka)                         | Wrubiwka          |
| Nyrkowe                  | Ниркове            | Нырково (Nyrkowo)                                | Komyschuwacha     |
| Pidlisne                 | Підлісне           | Подлесное (Podlesnoje)                           | Myrna Dolyna      |
| Topoliwka                | Тополівка          | Тополевка (Topolewka)                            | Malorjasanzewe    |